# 圣玛丽亚-德巴尔韦德
圣玛丽亚-德巴尔韦德（西班牙語：Santa María de Valverde）是西班牙卡斯蒂利亚-莱昂萨莫拉省的一个市镇。 总面积10平方公里，总人口96人（2001年），人口密度10人/平方公里。